# 오스트레일리안 미스트
오스트레일리안 미스트(Australian Mist)는 오스트레일리아에서 개발된 고양이의 품종이다. 아비시니안, 버마고양이, 호주의 범무늬 고양이 사이의 교배종이다.

## 역사
이 품종은 1975년 오스트레일리아에서 버마 고양이, 아비시니안, 기타 단모종 고양이를 교배하여 점박이 무늬의 털을 가진 단모종 고양이를 만들었다. 1998년에 얼룩무늬가 아닌 다른 무늬의 털을 가진 고양이들이 품종의 일부로 받아들여지면서 "spotted mist"에서 "australian mist"로 이름이 바뀌었다.

## 신체적 특징
오스트레일리안 미스트는 둥근 머리와 큰 눈을 가진 중간 크기의 단모종 고양이이다. 그 털은 매우 짧고 속털이 없다. 털이 거의 없어지기 때문에 많은 양의 빗질을 필요로 하지 않는다. 털 무늬는 무늬보다 연한 바탕색, 무늬, 안개가 낀 듯한 모습 등 3가지 특징으로 분류할 수 있다. 다리와 꼬리는 고리 모양 또는 줄무늬가 있으며, 얼굴과 목에도 색깔띠가 있다. 평균 수명은 15~18세이다.

## 성격
오스트레일리안 미스트는 성격이 좋아 기르기 쉽고 물건들을 잘 긁지 않는다고 알려져 있다. 새끼 고양이 때에는 활발하지만, 성숙할 때는 덜 활발하다. 토종 야생 동물을 보호하는 데에도 활용될 수 있다. 일부는 산책하도록 훈련받을 수 있으며 대부분은 우수한 훈련 고양이이다. 중성화한 고양이와 고양이는 다른 고양이와 개와 쉽게 어울리며, 선택적 교배를 통해 이 특성이 더욱 강화된다.

## 분포
비교적 새로운 품종으로서, 대부분의 오스트레일리안 미스트 캐터리는 오스트레일리아에 있다. 이들을 영국으로 데려온 최초의 영국 사육사는 메리 스튜어트였다. 임신한 두 마리의 오스트레일리안 미스트가 2007년 2월에 영국에 도착했다. 2007년 8월, 영국에서 100마리 이상의 고양이가 한 무리를 이루었다. 2010년 7월, 호주에서 6마리의 고양이가 영국으로 수입되었을 때, 유전자 다양성을 넓히고 영국 내의 애완동물 구매자들에게 건강하고 유전적으로 건전한 고양이를 제공할 기회가 있었다.
2011년 영국에서 첫 암컷 오스트레일리안 미스트가 미국에 도착했고, 2013년 오스트레일리아에서 추가로 수입되었다. 번식용 고양이는 두 명의 사육사가 FIFe의 인정을 받기 위해 노르웨이로 보내졌지만, 아직 FIFe에서는 인정받지 못하고 있다. 2017년 2월, 최초의 오스트레일리안 미스트가 독일로 수입되었다.

## 품종 인증 여부
이 품종은 세계 고양이 연맹에 의해 챔피언십 자격을 인정받고 있다. 2014년 5월 1일 국제 고양이 협회(TICA)에서 챔피언십 지위를 부여받았다. 2011년 10월 영국 고양이 애호가 관리 협회에서 예비 인정을 받았다.